# حجر، ورقة، بندقية
حجر، ورقة، بندقية (بالإنگليزية: Rock, Paper, Shotgun، نقحرة: روك، بَيبر شوتغَن) هو موقع إلكتروني مختص بألعاب فيديو الحواسيب. يعمل بواسطة شركة حجر، ورقة، بندقية إل تي دي (بالإنجليزية: Rock, paper, shotgun LTD)‏. تم إطلاقه في 13 يوليو، 2007.